# Municipio de Bono
El municipio de Bono (en inglés: Bono Township) es un municipio ubicado en el condado de Lawrence en el estado estadounidense de Indiana. En el año 2010 tenía una población de 833 habitantes y una densidad poblacional de 12,23 personas por km².

## Geografía
El municipio de Bono se encuentra ubicado en las coordenadas 38°43′26″N 86°21′32″O / 38.72389, -86.35889. Según la Oficina del Censo de los Estados Unidos, el municipio tiene una superficie total de 68.13 km², de la cual 67,5 km² corresponden a tierra firme y (0,92 %) 0,63 km² es agua.

## Demografía
Según el censo de 2010, había 833 personas residiendo en el municipio de Bono. La densidad de población era de 12,23 hab./km². De los 833 habitantes, el municipio de Bono estaba compuesto por el 98,92 % blancos, el 0,24 % eran afroamericanos, el 0,12 % eran amerindios, el 0,12 % eran de otras razas y el 0,6 % eran de una mezcla de razas. Del total de la población el 0,36 % eran hispanos o latinos de cualquier raza.